# ویروس ماربورگ
ویروس ماربورگ (نام علمی: Marburg marburgvirus) نام یک گونه از فرمانرو ویروس است. ویروس ماربورگ اولین بار در سال ۱۹۶۷ در ماربورگ آلمان باعث مرگ ۷ نفر شد.
در سال ۲۰۰۵ مرگبارترین شیوع ویروس در آنگولا توسط سازمان جهانی بهداشت ثبت شد که بیماری تب خونریزی‌دهنده ماربورگ بیش از ۲۰۰ نفر را کشت.
برای ماربورگ درمانی وجود ندارد اما معالجه برخی از عوارض بیماری و نوشیدن آب زیاد، شانس زنده ماندن بیمار را افزایش می‌دهد. این ویروس از خفاش میوه‌خوار به انسان و از طریق مایعات بدن از انسان به انسان سرایت می‌کند و علائم آن سردرد، تب، درد عضلانی، استفراغ خونی و خونریزی است.